# Crempse
La Crempse [kʁɛ̃ps] est une rivière française du département de la Dordogne, affluent de la rive gauche de l'Isle et sous-affluent de la Dordogne.

## Hydronymie
La première mention écrite connue du cours d'eau date de l'an 1283 sous la forme Crempsa. Au XVe siècle apparaissent deux autres graphies : Crenssa en 1406 et Crehempsa en 1467.
D'origine obscure, le nom du cours d'eau a été associé à une origine gauloise °crenno- correspondant à un arbre ou rapproché de l'occitan crin, cren signifiant crête, mais aucune des deux hypothèses n'est apparue satisfaisante.
En occitan, le cours d'eau porte le nom de  Cremsa.
Sur le plan administratif, son nom se retrouve dans celui des communes de Saint-Julien-de-Crempse — dont la partie la plus proche du territoire est pourtant éloignée de trois kilomètres de cette rivière — et de Montagnac-la-Crempse, ainsi que d'une intercommunalité, la communauté de communes Isle et Crempse en Périgord.

## Géographie

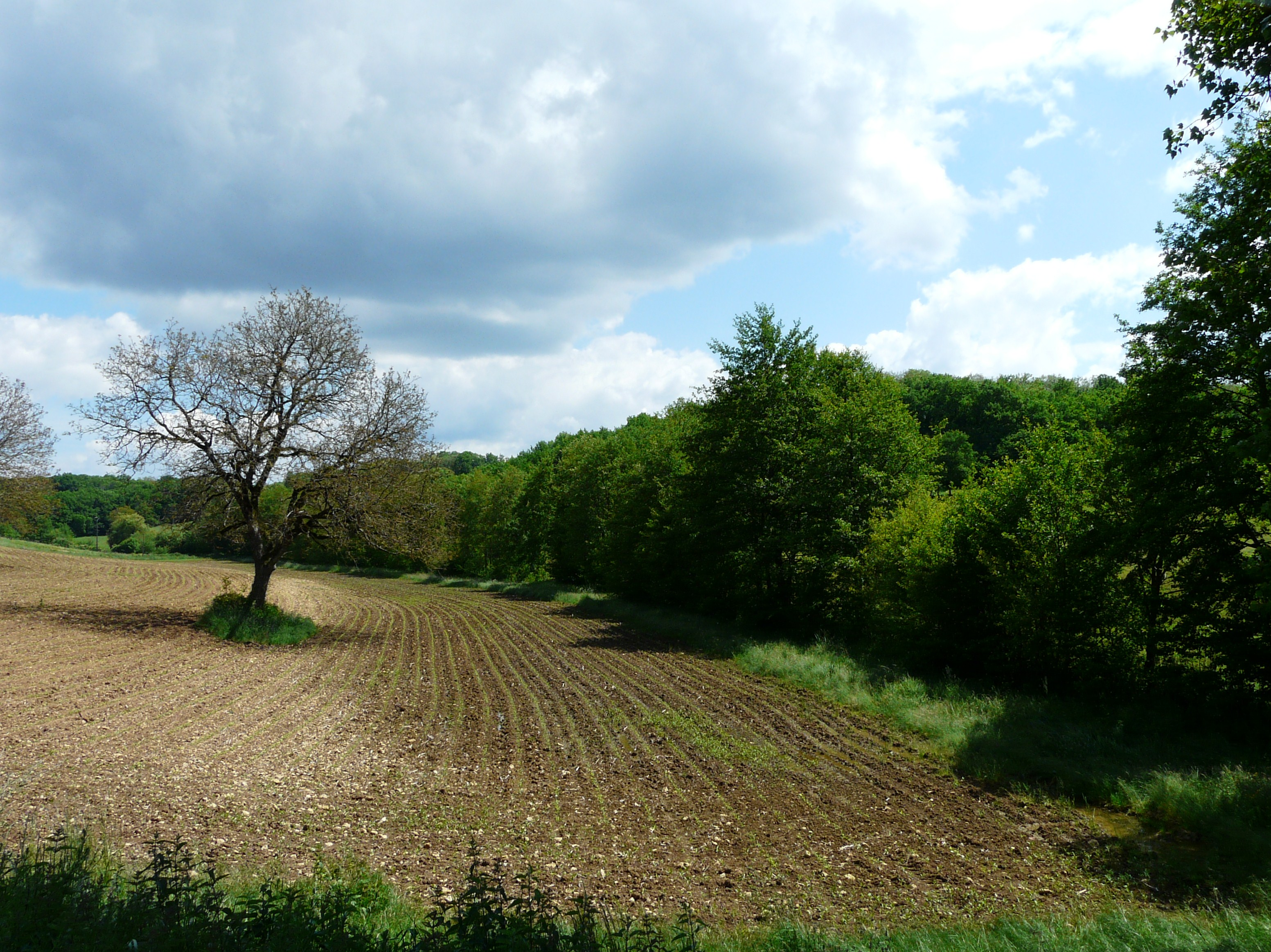
La vallée de la Crempse, à Beauregard-et-Bassac, 1.5 km en aval de sa source.

La Crempse prend sa source à 169 mètres d'altitude, sur la commune de Beauregard-et-Bassac, un kilomètre à l'est du village de Beauregard, au sud-est du lieu-dit la Cabane.
Elle contourne Beauregard par le sud et passe presque aussitôt sous la route départementale (RD) 38. Elle est franchie par la route nationale 21 puis est grossie en rive droite par son affluent le Tabac.
À Pont-Saint-Mamet, elle passe sous la RD39 et reçoit sur sa droite le Maurillas. Au nord de Montagnac-la-Crempse, elle est à nouveau franchie par la RD38. Un kilomètre et demi plus loin, elle passe sous la RD107 et le GR 654. Au nord-est de Beleymas, elle passe sous la RD4 puis reçoit le Roy en rive droite. Elle s'écoule au sud de Saint-Hilaire-d'Estissac, reçoit le ruisseau l'Estissac à droite et le ruisseau de la Chapelle à gauche puis borde au sud le bourg d'Issac. Elle passe en contrebas du château de Montréal bâti sur son coteau sud. Elle est grossie à droite par son principal affluent, la Crempsoulie puis traverse le petit bourg de Bourgnac. Elle est franchie par l'autoroute A89 au viaduc de la Crempse et entre au centre-ville de Mussidan où elle passe successivement sous les RD709 et 6089.
Elle conflue avec l'Isle en rive gauche, à 45 mètres d'altitude.
À huit reprises, son cours se sépare en deux bras.
Selon le Sandre, sa longueur est de 26,2 km.

### Communes, arrondissement et département traversés
À l'intérieur du département de la Dordogne, la Crempse arrose neuf communes,, toutes rattachées à l'arrondissement de Périgueux, soit d'amont vers l'aval : Beauregard-et-Bassac (source), Douville, Montagnac-la-Crempse, Beleymas, Saint-Hilaire-d'Estissac, Issac, Bourgnac, Sourzac (que par un quadripoint) et Mussidan (confluence avec l'Isle).

### Bassin versant
Le bassin versant de la Crempse s'étend sur 156 km2. Celui-ci est constitué à 59,45 % de « forêts et milieux semi-naturels », 40,08 % de « territoires agricoles » et à 1,02 % de « territoires artificialisés ».

### Affluents
Parmi les seize affluents répertoriés par le Sandre, six dépassent les trois kilomètres de longueur, soit d'amont vers l'aval :
- le Tabac (rd[note 3]), 4,3 km[5] ;
- le Maurillas (rd), 4,7 km[6] ;
- le Roy (rd), (8,1 km)[7] qui borde Villamblard ;
- l'Estissac (rd), 5,1 km[8] qui baigne Saint-Jean-d'Estissac ;
- le ruisseau de la Chapelle (rg), 3,5 km[9] ;
- la Crempsoulie (rd), (9,9 km)[10].

Plusieurs affluents de la Crempse ont eux-mêmes un ou plusieurs affluents ; de ce fait, le nombre de Strahler de la Crempse est de trois.

## Hydrographie

### La Crempse à Issac
Le débit de la Crempse a été observé de 2010 à 2018, à la station hydrologique du moulin de Lousteau à Issac, un kilomètre en amont de sa confluence avec la Crempsoulie. À cet endroit, le bassin versant représente 126 km2, soit 81 % de celui du cours d'eau.
Sur cette période, le débit instantané maximal relevé à la station a été de 23,2 m3/s le 14 février 2016 pour une hauteur de 1,27 mètre. La valeur journalière maximale enregistrée ce même jour est de 17,9 m3/s.

### Risque inondation
Un plan de prévention du risque inondation (PPRI) a été approuvé en 2009 pour la vallée de l'Isle dans le Mussidanais incluant la partie aval de la Crempse, sur son dernier kilomètre, sur la commune de Mussidan,.

## Économie
L'important dénivelé du cours d'eau a permis l'installation de forges et de moulins de divers types (moulin à blé, moulin à huile, carderie, maillerie, etc.). Plusieurs lieux-dits témoignent encore cette ancienne économie : Moulin de la Souille
, les Mailleries
, le Moulin de Gayral
, le Moulin de Lousteau
, Moulin de Fontmoure
, la Forge
et le Moulin du Pic.

## Environnement

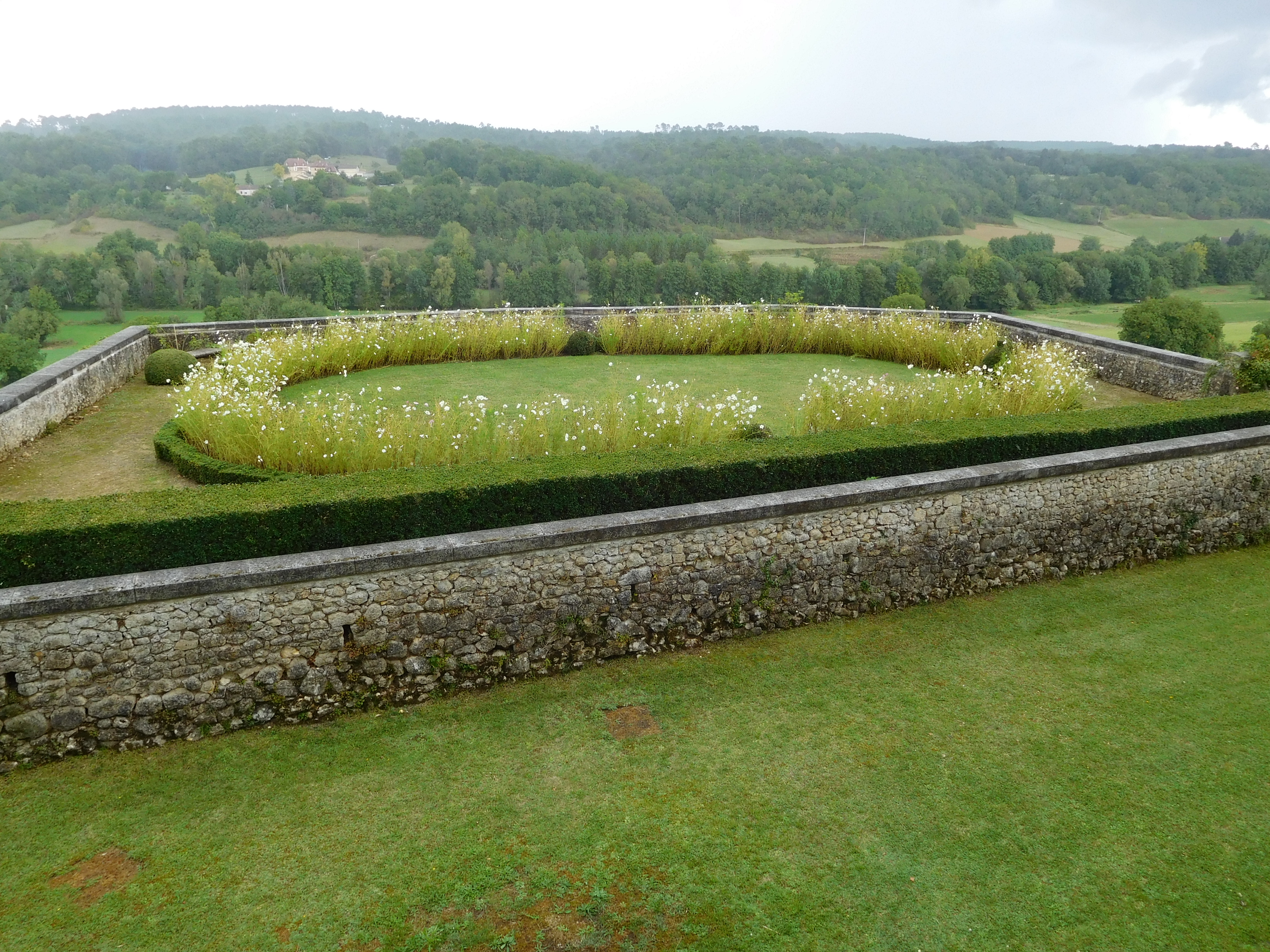
La vallée de la Crempse vue depuis les jardins du château de Montréal.

À Issac une zone de 103 hectares s'étendant tout autour du château de Montréal est un  site inscrit pour ses aspects historique et pittoresque, incluant la vallée de la Crempse au nord du château jusqu'à la route départementale 38.
À sa confluence avec l'Isle, la partie terminale de la Crempse — les deux cents derniers mètres — fait l'objet d'une protection au titre du réseau Natura 2000 :  zone « vallée de l'Isle de Périgueux à sa confluence avec la Dordogne »,.

## Monuments ou sites remarquables à proximité
À Beauregard-et-Bassac se dresse le  dolmen de la Pierre Levée.
Dominant la vallée de la Crempse à Issac, le château de Montréal date des XIIe et XIIIe siècles. Autres monuments remarquables sur la même commune, dans le bourg d'Issac, la tour Saint-Jacques date du XVe siècle et la maison Chastenet, avec son pigeonnier, du début du XVIIIe siècle.

## Galerie de photos

la Crempse
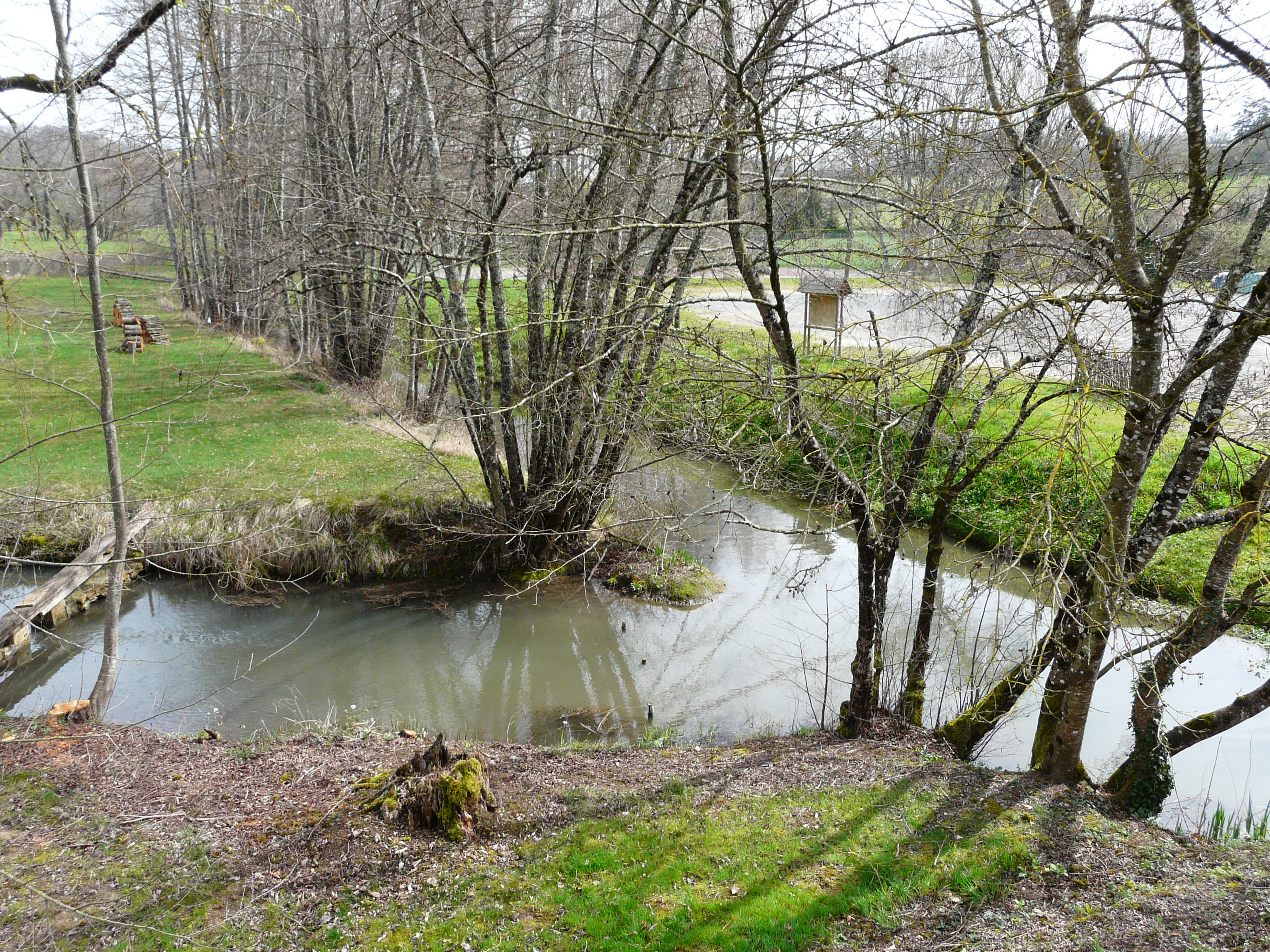
À Pont-Saint-Mamet.
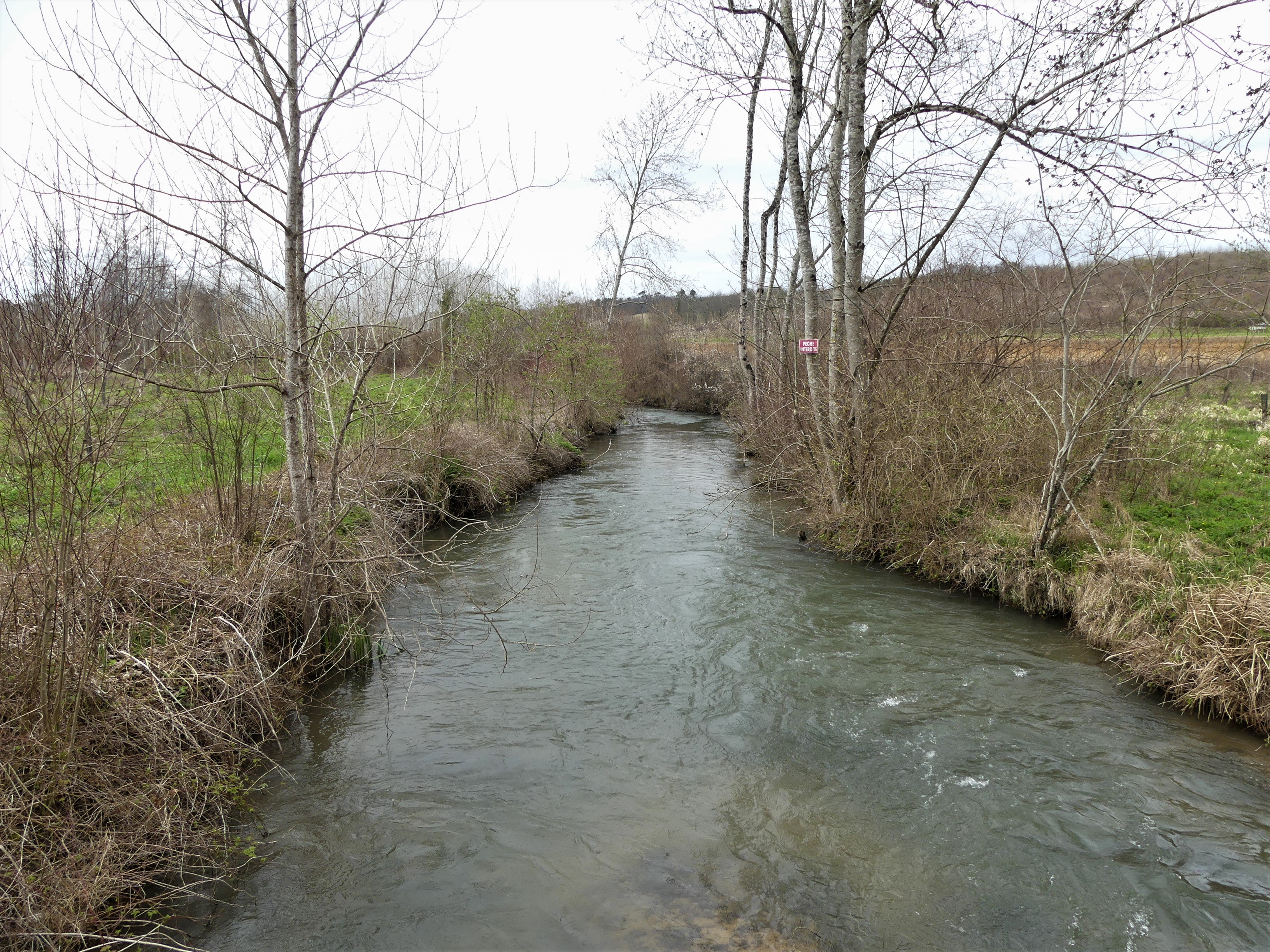
En limites de Beleymas et Saint-Hilaire-d'Estissac.
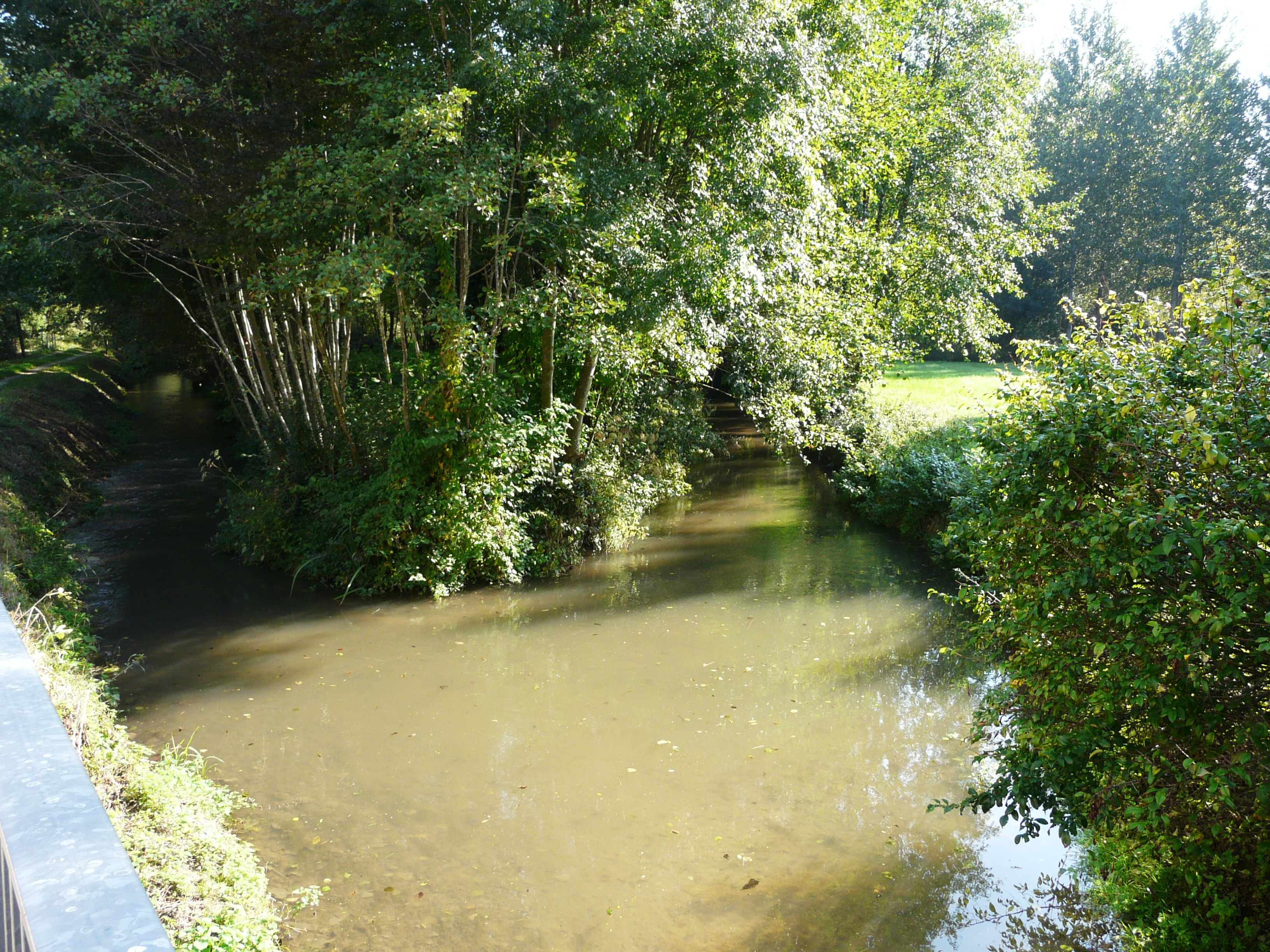
La dérivation de la Crempse au moulin de Frontignac à Bourgnac.
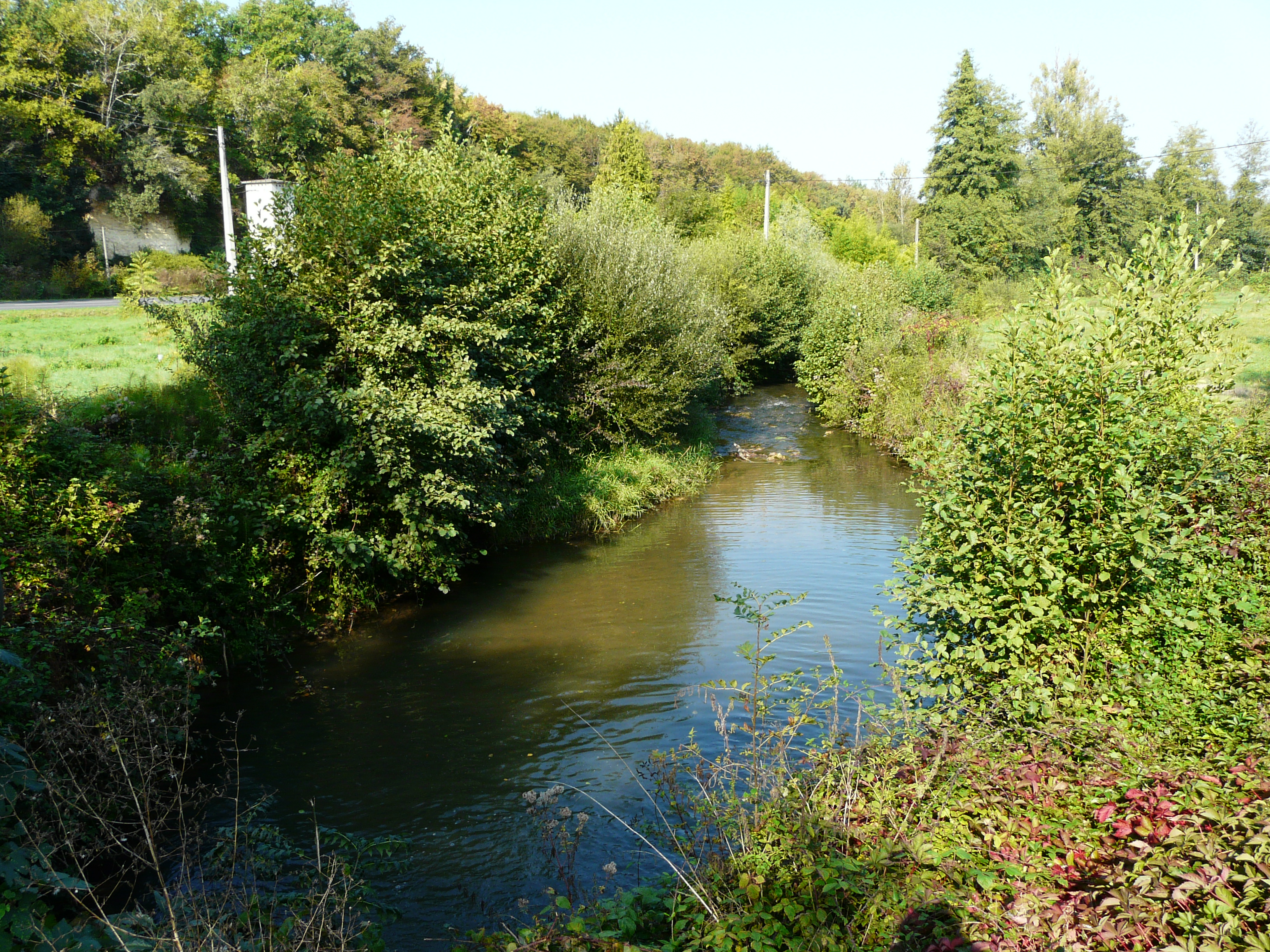
Au moulin du Pic à Mussidan.
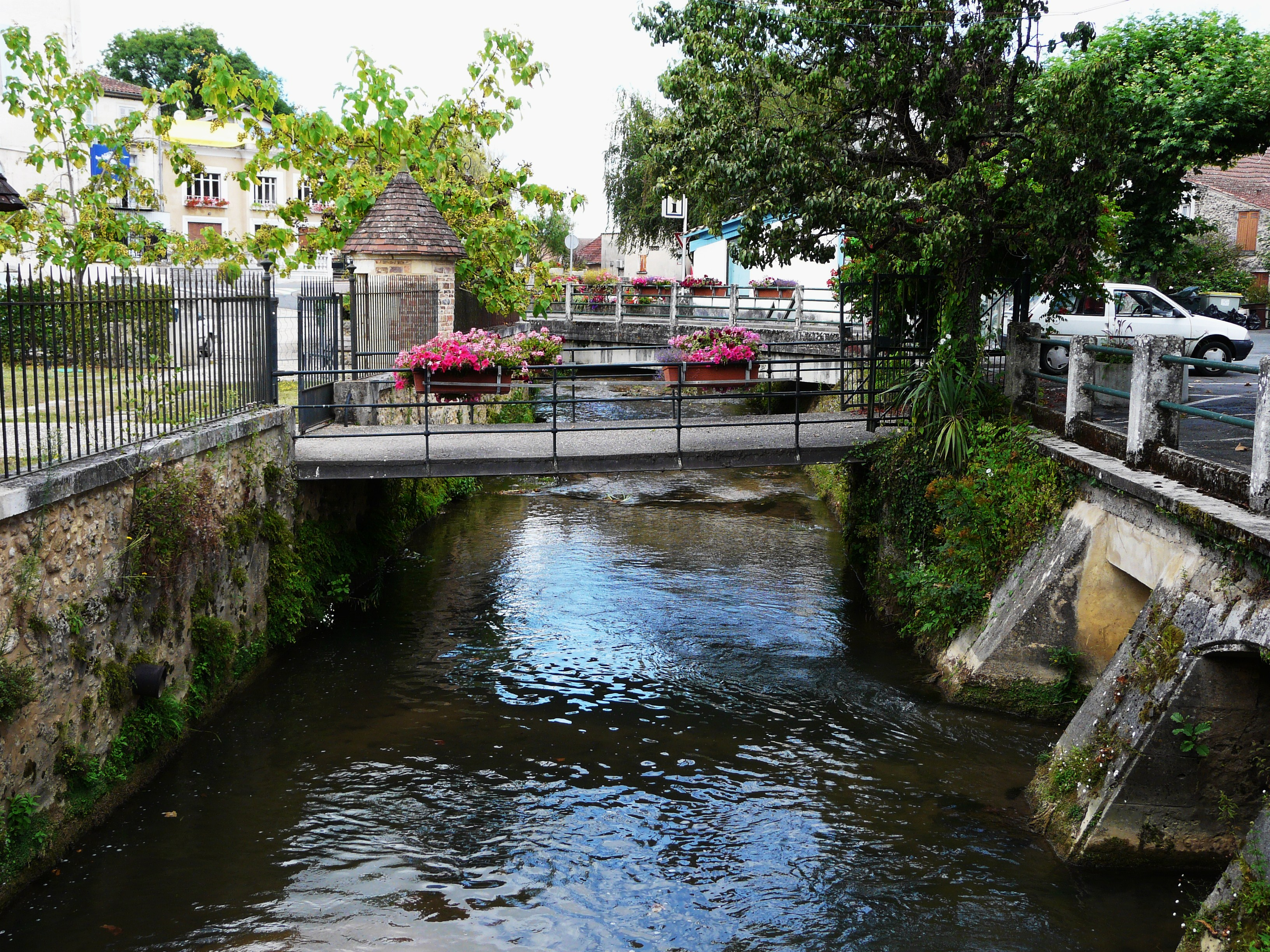
La Crempse canalisée à Mussidan.